# LOL
| Sigle de o literă                       |                               |
| Sigle de două litere                    |                               |
| Sigle de trei litere                    |                               |
| AAA → DZZ EAA → HZZ IAA → LZZ MAA → PZZ | QAA → TZZ UAA → XZZ YAA → ZZZ |
| Sigle de patru litere                   |                               |
| Sigle de cinci litere                   |                               |
| Sigle de șase litere                    |                               |

LOL ,scris și cu minuscule (lol), este un acronim al expresiei englezești laughing out loud, în traducere „râd în hohote”. LOL este un termen folosit pe Internet pentru a exprima în scris hohotele de râs. LOL a apărut prima oară în Usenet, în Statele Unite. Cu timpul, lumea a adoptat acest acronim în sesiunile de chat, la mesajele SMS și chiar și oral, în vorbirea de zi cu zi.
LOL mai poate fi considerat ca fiind un acronim și de la expresiile lots of laughs și a lot of laughing, amândouă însemnând „multe râsete”.
Termenul „LOL” a apărut pentru prima oară în Oxford English Dictionary în martie 2011.